# Evani, Chitapur
Evani là một làng thuộc tehsil Chitapur, huyện Gulbarga, bang Karnataka, Ấn Độ.